# 1067 (szám)
Az 1067 (római számmal: MLXVII) az 1066 és 1068 között található természetes szám.

## A szám a matematikában
A tízes számrendszerbeli 1067-es a kettes számrendszerben 10000101011, a nyolcas számrendszerben 2053, a tizenhatos számrendszerben 42B alakban írható fel.
Az 1067 páratlan szám, összetett szám, félprím. Kanonikus alakja 111 · 971, normálalakban az 1,067 · 103 szorzattal írható fel. Négy osztója van a természetes számok halmazán, ezek növekvő sorrendben: 1, 11, 97 és 1067.
Az 1067 huszonöt szám valódiosztó-összegeként áll elő, ezek közül a legkisebb a 2133.

## Csillagászat
- 1067 Lunaria kisbolygó